# アメリカ施政権下の沖縄の法令
アメリカ施政権下の沖縄の法令（あめりかしせいけんかのおきなわのほうれい）では、沖縄戦の米軍上陸以降、1972年5月14日の日本復帰直前までの主な法令をまとめた。

個別の法令の条文は、沖縄県公文書館で参照できる。

## 布告（Proclamations）

### 米国軍政府特別布告（United States Military Government Special Proclamations）
- 米国軍政府特別布告第12号「各種裁判所の創設(Creation of Court System)」
- 米国軍政府特別布告第20号「民裁判所の創設(Civilian Courts)」
- 米国軍政府特別布告第32号「刑法並びに訴訟手続法典(Codified Penal Law and Procedure)」
- 米国軍政府特別布告第37号「群島知事及び議会議員選挙(Election of Governors and Assemblymen for the Gunto Governments)」

### 米国民政府布告（Civil Administration Proclamations）
- 米国民政府布告第1号「琉球列島米国民政府の設立(Establishment of United States Civil Administration of the Ryukyu Islands)」
- 米国民政府布告第3号「臨時中央政府の設立(Establishment of Provisional Central Government)」
- 米国民政府布告第13号「琉球政府の設立(Establishment of the Government of the Ryukyu Islands)」
- 米国民政府布告第27号「琉球列島の地理的な境界(Geographical boundaries of the Ryukyu islands)」- 1953年12月25日[1]

### 高等弁務官布告（Civil Administration  of the Ryukyu Islands Proclamations）
- 高等弁務官布告第6号「米国民政府上訴審裁判所(US Civil Administration Appellate Court)」
- 高等弁務官布告第8号「米国民政府刑事裁判所(US Civil Administration Criminal Courts)」
- 高等弁務官布告第9号「米国民政府民事裁判所(US Civil Administration Civil Court)」
- 高等弁務官布告第22号「両大東島の土地所有権について(Land Ownership in the Daito Islands)」

## 布令（Ordinances）

### 米国軍政府布令（Military Government Ordinances）
- 米国軍政府布令第19号「各群島知事及び群島議員選挙法(Election Law for Governors and Assemblymen of the Gunto Governments)」
- 米国軍政府布令第22号「群島政府組織法(The Law Concerning the Organization of the Gunto Governments)」

### 民政府布令（Civil Administration Ordinances）
- 民政府布令第30号「琉球大学(University of the Ryukyus)」
- 民政府布令第33号「開業歯科医師法(Dental Practice Ordinance)」
- 民政府布令第37号「開業医師法(Medical Practice Ordinance)」
- 民政府布令第46号「伝染病の取締について(Control of Communicable Diseases)」
- 民政府布令第66号「琉球教育法(Code of Education for the Ryukyus)」
- 民政府布令第68号「琉球政府章典(Provisions of the Government of the Ryukyu Islands)」
- 民政府布令第109号「土地収用令(Land Acquisition Procedure)」
- 民政府布令第125号「琉球列島出入管理令(Control of Entry and Exit of Individuals into and from the Ryukyu Islands)」
- 民政府布令第129号「琉球電力公社の設立(Establishment of the Ryukyu Electric Power Corporation)」
- 民政府布令第131号「非琉球籍船舶の出入域令(Control of Entry and Exit of Merchant Surface Vessels into and from the Ryukyu Islands)」
- 民政府布令第144号「刑法並びに訴訟手続法典(Code of Penal Law and Procedure)」
- 民政府布令第147号「琉球住民の渡航管理(Control of Travel to Japan by Residents of the Ryukyu Islands)」

### 高等弁務官布令（High Commissoner Ordinances）
- 高等弁務官布令第8号「琉球水道公社の設立(Establishment of the Ryukyu Domestic Water Corporation)」
- 高等弁務官布令第10号「銀行(Banking)」
- 高等弁務官布令第14号「通貨(Currency)」
- 高等弁務官布令第15号「通貨交換(Currency Conversion)」
- 高等弁務官布令第19号「琉球列島米国土地裁判所の設置について(Establishment of the United States Land Tribunal for the Ryukyu Islands)」
- 高等弁務官布令第25号「琉球開発金融公社の設立(Establishment of the Ryukyu Development Loan Corporation)」

## 立法
- 琉球政府職員の休日に関する立法（1952年立法第2号）
- 警察官職務執行法（1952年立法第5号）
- 立法院議員の俸給旅費及び日当に関する立法（1952年立法第15号）
- 立法院本会期法（1952年立法第16号）
- 保健所法（1952年立法第23号）
- 狂犬病予防法（1952年立法第24号）
- 那覇商港管理法（1952年立法第27号）
- 食品衛生法（1952年立法第33号）
- 琉球育英会法（1952年立法第35号）
- 地方庁設置法（1952年立法第36号）
- 道路法（1952年立法第40号）
- 協同組合中央金庫法（1952年立法第45号）（1958年改正により農林漁業中央金庫法に改題）
- 租税徴収法（1952年立法第59号）
- 建築基準法（1952年立法第65号）
- 消防法（1952年立法第66号）
- 市町村自治法（1953年立法第1号）
- 市町村財政法（1953年立法第2号）
- 琉球政府公務員法（1953年立法第4号）
- 立法院法（1953年立法第5号）
- 行政事務部局組織法（1953年立法第9号）
- 都市計画法（1953年立法第34号）
- 労働組合法（1953年立法第42号）
- 労働関係調整法（1953年立法第43号）
- 労働基準法（1953年立法第44号）
- 生活保護法（1953年立法第55号）
- 児童福祉法（1953年立法第61号）
- 琉球政府公務員の職階制に関する立法（1953年立法第67号）
- 郵便法（1953年立法第74号）
- 身体障害者福祉法（1953年立法第81号）
- 社会福祉事業法（1953年立法第82号）
- 移民金庫法（1953年立法第85号）
- 戸籍整備法（1953年立法第86号）
- 文化財保護法（1954年立法第7号）
- 政府有財産法（1954年立法第8号）
- 薬事法（1954年立法第21号）
- 大衆金融公庫法（1954年立法第40号）
- 統計法（1954年立法第43号）
- 政府出納金等端数計算法（1954年立法第48号）
- 財政法（1954年立法第55号）
- 会計法（1954年立法第56号）
- 銀行法（1954年立法第63号）
- 市町村税法（1954年立法第64号）
- 公布式法（1955年立法第7号）
- 立法番号法（1955年立法第8号）
- 司法書士法（1955年立法第52号）
- 気象業務法（1955年立法第71号）
- 医師法（1955年立法第74号）
- 歯科医師法（1955年立法第75号）
- 郵便貯金法（1955年立法第79号）
- 刑事訴訟法（1955年立法第85号）
- 首都建設法（1956年立法第2号）
- 政府賠償法（1956年立法第17号）
- 協同組合法（1956年立法第67号）
- 戸籍法（1956年立法第87号）
- 家事審判法（1956年立法第88号）
- 市町村交付税法（1957年立法第38号）
- 鮮魚卸売市場法（1957年立法第48号）
- 政府立公園法（1957年立法第56号）
- 観光ホテル整備法（1957年立法第58号）
- 少年法（1957年立法第78号）
- 市町村公営企業法（1957年立法第83号）
- 移住地開発法（1957年立法第109号）
- 教育基本法（1958年立法第1号）
- 教育委員会法（1958年立法第2号）
- 学校教育法（1958年立法第3号）
- 社会教育法（1958年立法第4号）
- 琉球電信電話公社法（1958年立法第87号）
- アメリカ合衆国が賃借する土地の借賃の前払に関する立法（1959年立法第2号）
- 皇太子明仁親王の結婚の儀の行われる日を休日とする立法（1959年立法第26号）
- アメリカ合衆国空軍第213航空師団の発売する当せん金附証票に関する臨時措置法（1959年立法第154号）
- パインアップル産業振興法（1959年立法第185号）
- 琉球海外移住公社法（1960年立法第54号）
- 住民の祝祭日に関する立法（1961年立法第85号）
- 琉球政府行政組織法（1961年立法第100号）
- ハンセン氏病予防法（1961年立法第119号）
- 消防組織法（1962年立法第27号）
- 琉球学校給食会法（1962年立法第36号）
- 豚価安定法（1962年立法第87号）
- スポーツ振興法（1963年立法第27号）
- 道路交通法（1963年立法第109号）
- 医療法（1964年立法第5号）
- 琉球大学設置法（1965年立法第102号）
- 琉球大学管理法（1965年立法第103号）
- 非琉球人による土地の恒久的権利の取得を規制する立法（1965年立法第110号）
- 琉球土地住宅公社法（1966年立法第66号）
- 沖縄下水道公社法（1967年立法第106号）
- 沖縄観光開発事業団法（1967年立法第107号）
- 裁判所法（1967年立法第125号）
- 司法試験法（1968年立法第24号）
- 行政主席選挙法（1968年立法第75号）
- 公衆衛生看護婦助産婦看護婦法（1968年立法第149号）
- 外資に関する立法（1968年立法第151号）
- 警察法（1969年立法第93号）
- 琉球政府公務員災害補償法（1969年立法第130号）
- 軍関係離職者等臨時措置法（1969年立法第147号）
- 沖縄における本土の免許試験及び免許資格の特例に関する法令の実施に伴い琉球政府が行うべき事務及び免許資格の特別措置に関する立法（1969年立法第148号）
- 本土産米穀資金特別会計法（1970年立法第1号）
- 海外移住団体に対する債権譲与に関する立法（1970年立法第88号）
- 沖縄住民の国政参加特別措置法に基づく衆議院議員及び参議院議員選挙法（1970年立法第98号）
- 沖縄住民の国政参加特別措置法に基づく衆議院議員及び参議院議員選挙法により選出された議員の不逮捕特権に関する立法（1970年立法第99号）
- 寡婦福祉資金貸付に関する立法（1971年立法第26号）

## 旧日本法
アメリカ施政権下の沖縄においても有効とされた旧日本法は以下のとおりである。
- 民事訴訟法（明治23年法律第29号）
- 民法（明治29年法律89号）
- 法例（明治31年法律第10号）
- 不動産登記法（明治32年法律第24号）
- 著作権法（明治32年法律第39号）
- 商法（明治32年法律第48号）
- 遺失物法（明治32年法律第87号）
- 行旅病人及行旅死亡人取扱法（明治32年法律第93号）
- 工場抵当法（明治38年法律第54号）
- 刑法（明治40年法律第45号）
- 監獄法（明治41年法律第28号）
- 家畜市場法（明治43年法律第1号）
- トラホーム予防法（大正8年法律第27号）
- 借地法（大正10年法律第49号）
- 借家法（大正10年法律第50号）
- 信託法（大正11年法律第62号）
- 破産法（大正11年法律第71号）
- 牧野法（昭和6年法律第37号）
- 農村負債整理組合法（昭和8年法律第21号）
- 有限会社法（昭和13年法律第74号）
- 酪農業調整法（昭和14年法律第27号）
- 保険業法（昭和14年法律第41号）
- 宗教団体法（昭和14年法律第77号）

※なお、これらの旧日本法は1945年時点のもので、上記の法律が後に国会で改廃されても、復帰前の沖縄には効力が及ばなかった。（立法院制定の立法によって改廃は可能）

## 復帰前の沖縄においても効力が及ぶ日本法
属人法または沖縄にも適用することを明記していた日本法は以下のとおりである。
- 国籍法（昭和25年法律第147号）
- 未帰還者留守家族等援護法（昭和28年法律第161号）
- 未帰還者に関する特別措置法（昭和34年法律第7号）